# 誰會贏
〈誰會贏〉（英語：Who Would Win）是《探險活寶》第四季的第21集。在卡通頻道2012年9月3日播出。本集以阿寶和老皮為主角。在這一集裡，阿寶和老皮挑戰打名為白閃閃的怪物，但他們最終彼此戰鬥。最終，他們重圓他們的友誼並贏得戰鬥。